# Merton Miller
Merton Howard Miller (n. 16 mai 1923, Boston, Massachusetts, SUA – d. 3 iunie 2000, Chicago, Illinois, SUA) a fost un economist american, laureat al Premiului Nobel pentru economie (1990).